# ماسيمو مينيتي
ماسيمو مينيتي (بالإيطالية: Massimo Minetti)‏ (11 أبريل 1978 بجنوة في إيطاليا - ) هو لاعب كرة قدم إيطالي في مركز الهجوم. لعب مع إيه سي ميلان ونادي بيزا ونادي تريفيزو ونادي جنوى ونادي ريجيانا 1919 ونادي كومو ونادي مسينا وهيلاس فيرونا وUnione Sportiva Brescello ‏ وSSD Sanremese Calcio ‏ وFidelis Andria 2018 ‏ وسسارة توريس ‏.